# Сунчана падина
Сунчана падина је урбано насеље Београда, главног града Србије. Налази се у београдској општини Чукарица.
Сунчана падина је јужни продужетак насеља Баново Брдо, а граничи се са голф Насељем и Бановим брдом на северу, Кошутњаком на истоку, а Жарковим продужетком, Репиштем, на југу и Јулиним брдо на истоку.
Сунчана падина је ново насеље које се делом простире на подручју Спортског центра Кошутњак.